# Huseby
 Der er for få eller ingen kildehenvisninger i denne artikel, hvilket er et problem. Du kan hjælpe ved at angive troværdige kilder til de påstande, som fremføres i artiklen.

Huseby er et nedlagt jernværk i Skatelövs socken i Alvesta kommun i Kronobergs län. Det ligger ved Helige å, Mörrumsån mellem søerne Salen og Åsnen. Den ældste navn er "Hosaby" fra 1419. Navnet antyder byens beliggenhed ved (h)oset: Helgeåens udmunding i søen Åsnen.
Ejendommen var hovedgård i Friherreskabet Bergkvara. Brugets historie begynder med ejeren rigsadmiral Carl Carlsson Gyllenhielm. Fra 1629 findes de ældste oplysninger om fremstilling af støbejern på stedet. Det var baseret på limonit, jernoxid fra de store søer i området. I løbet af 1630'erne påbegyndtes støbning af kanoner og jernovne, "sättugnar".
Arnold de Rees fra Haarlem i Holland forpagtede værket i 1642. I 1643 fik han eneret på at drive brugsvirksomhed i Småland. Huseby udvikledes derefter i stor skala. Arnold de Rees opbyggede en effektiv transport mellem bruget og Bodekull, forløberen til Karlshamn. Transportvejen, som omfattede pramfart over Åsnen og landtransport til Blekingekysten, blev kaldt "Holländarevägen". På ejerens skibe udskibedes jernvarer i store mængder til København, Stralsund, Lübeck, Hamburg, Haarlem og Amsterdam.
I 1792 blev grev Axel Hamilton ejer af bruget. Han øgede antallet af gårde ved at købe gårde i Skatelövs, Vederslövs, Öja og Blädinge sogne. Huseby forvandledes til et stort industrisamfund. Godset arvedes i 1814 af greverne Hugo og Malcolm Hamilton som opkøbte yderligere gårde og opførte den nuværende hovedbygning. Da godset i 1867 blev købt af Joseph Stephens var prisen 530 000 riksdaler. I handelen indgik jernværket, savværket og møllen, 46 gårde og ca. 6.000 ha.
Støbejern blev produceret til 1930, men støberiet var i drift til 1950'erne. I 1950'erne var Huseby centrum for "Husebyaffären", hvor ejeren, Florence Stephens, blev bedraget for store beløb. Hun testamenterede ejendommen til staten. Florence Stephens døde i 1979. Siden 1994 forvaltes Huseby af Statens Fastighetsverk.
I løbet af 2008 blev der foretaget en større arkæologisk undersøgelse af Huseby byområde.
- Møllen.
- Smedjen.
- Hovedbygningen.
- Biskophuset.
- Grevebygningen.

## Ekstrene henvisninger
- Wikimedia Commons har flere filer relateret til Huseby
- Huseby Bruk
- Billeder fra Huseby bruk
- Panoreringsfotos fra Huseby bruk

56°46′47″N 14°35′03″Ø / 56.7797°N 14.5843°Ø